# Copa del Pacifico 1954
Copa del Pacifico 1954 – druga edycja turnieju towarzyskiego o Puchar Pacyfiku między reprezentacjami Peru i Chile rozegrana w 1954 roku.

## Mecze
| 17 września Santiago |  | Chile | 2 | - | 1 | Peru |

| 19 września Santiago |  | Chile | 2 | - | 4 | Peru |

## Końcowa tabela
| M | Reprezentacja | L.m. | Zw. | Rem. | Por. | Bramki | R.br. | Pkt |
| 1 | Peru          | 2    | 1   | 0    | 1    | 5:4    | +1    | 2   |
| 2 | Chile         | 2    | 1   | 0    | 1    | 4:5    | -1    | 2   |

Triumfatorem turnieju Copa del Pacifico 1954 został zespół Peru.